# KISSしてロンリネス
「KISSしてロンリネス」（キスしてロンリネス）は、南野陽子20枚目のシングル。1990年11月21日にCBSソニーからリリースされた。

## 概要
表題曲は浅田飴のCMソングとして使用された。南野のシングルでは現時点でオリコントップ10入りした最後のシングルとなっている。
作詞・亜蘭知子、作曲・織田哲郎、編曲・明石昌夫とビーイングの作家陣による楽曲提供作品で、制作もビーイングが担当した。

## 収録曲
1. KISSしてロンリネス
作詞: 亜蘭知子／作曲: 織田哲郎／編曲: 明石昌夫
2. DEAD END
作詞: 南野陽子／作曲: りゅうてつし／編曲: 加納尚樹